# ディール・ディフェンス
ディール・ディフェンス (Diel Defence GmbH ＆ Co. KG) はミサイルと弾薬を主力製品とするドイツの軍需企業で、ユーバーリンゲンに本社を置くディール財団の子会社である。2004年にボーデンゼーヴェルケ・ゲレーテテヒニーク (BGT、Bodenseewerke Gerätetechnik GmbH) と ディール・ミューニションシステム (Diehl Munitionssysteme GmbH＆Co . KG) が合併してディールBGTディフェンスとなった後、2017年2月にディールBGTディフェンスが持株会社のディール・ディフェンス・ホールディングと合併して現在の社名になった。 
前身の一つ、ボーデンゼーヴェルケ・ゲレーテテヒニークは、1960年にアメリカのAIM-9B サイドワインダー空対空ミサイルのヨーロッパでの生産を請け負った。この縁で、ディールは新型短距離空対空ミサイル IRIS-T の新型シーカー開発を担当した。 
IRIS-Tは、ドイツ空軍を初めとするヨーロッパ各国の空軍が採用している。 

## 製品
- IRIS-T
- IRIS-T SL
- PARS 3 LR
- HOPE
- HOSBO
- LFK NG
- ILA 2006に出展されたIDASの模型
- DM51手榴弾

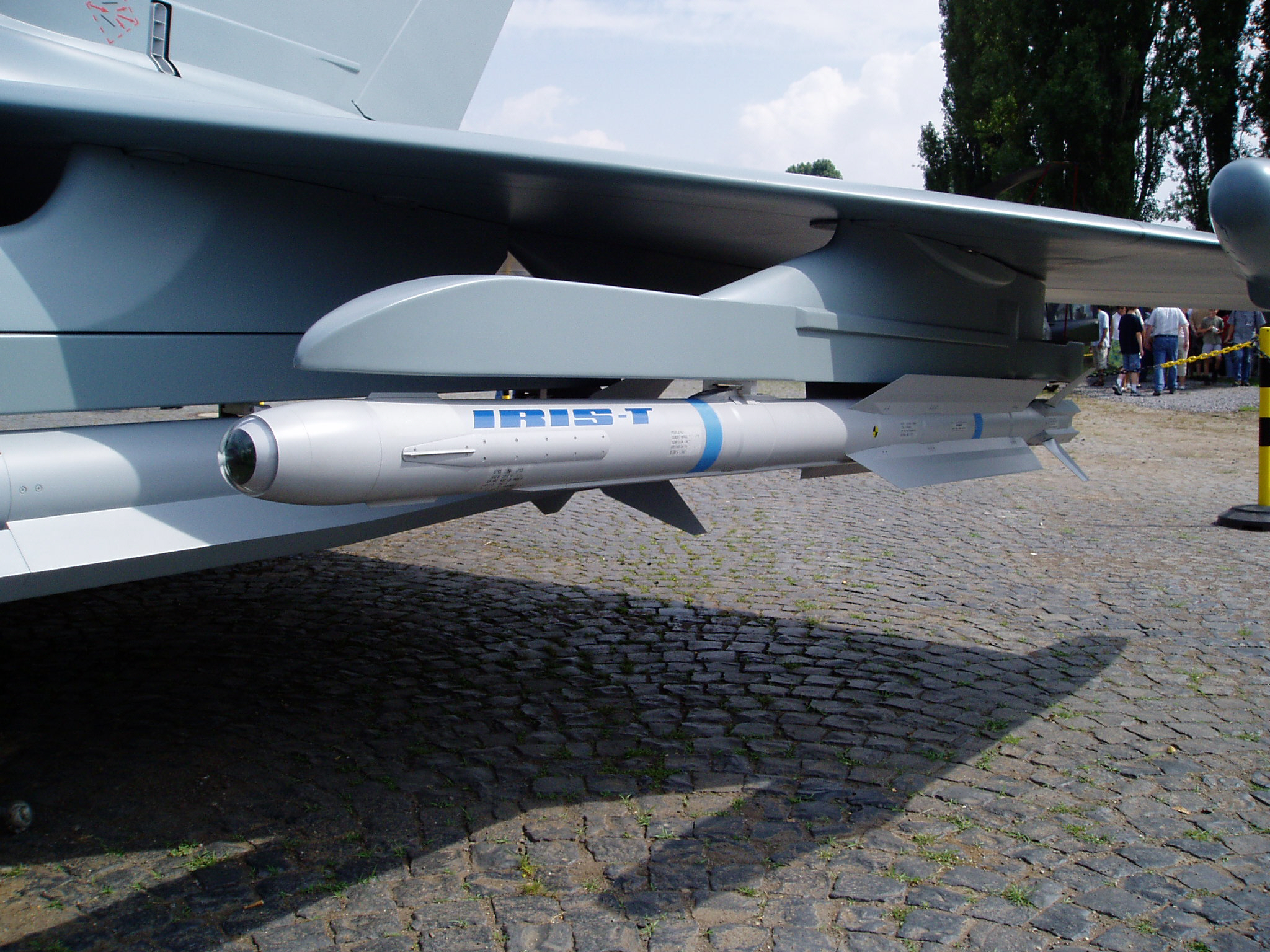
AIM-9サイドワインダー
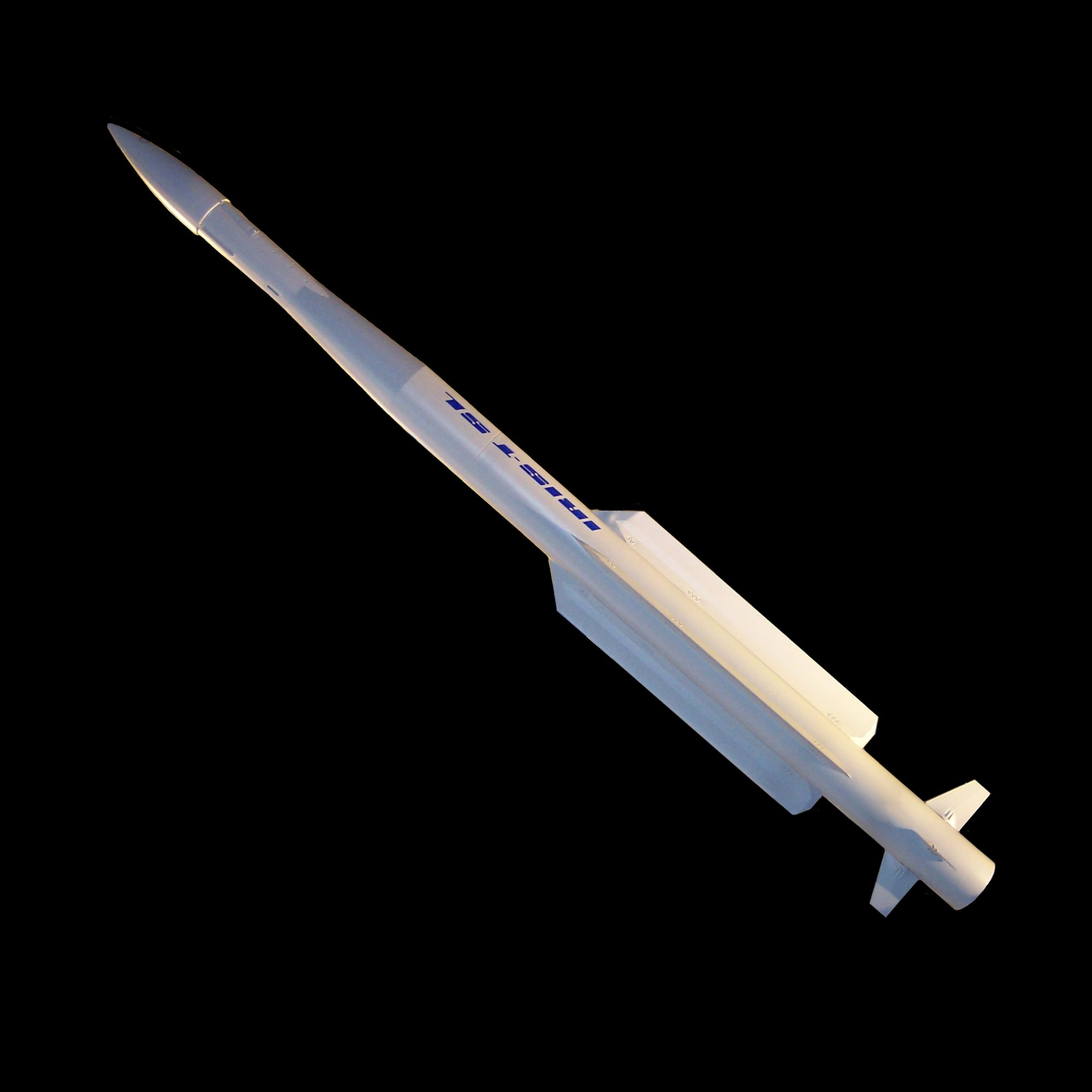
IRIS-T
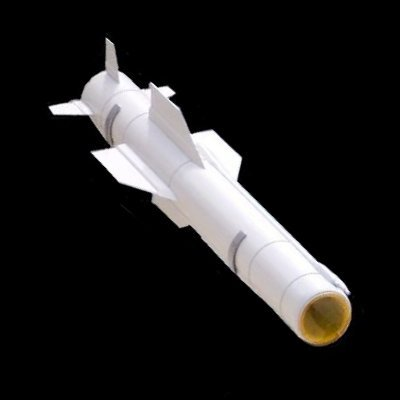
IRIS-T SL / IRIS-T SLS（中距離拡大防空システムへの追加用）
- AGM ARMIGER
- LFK NG
- PARS 3 LR
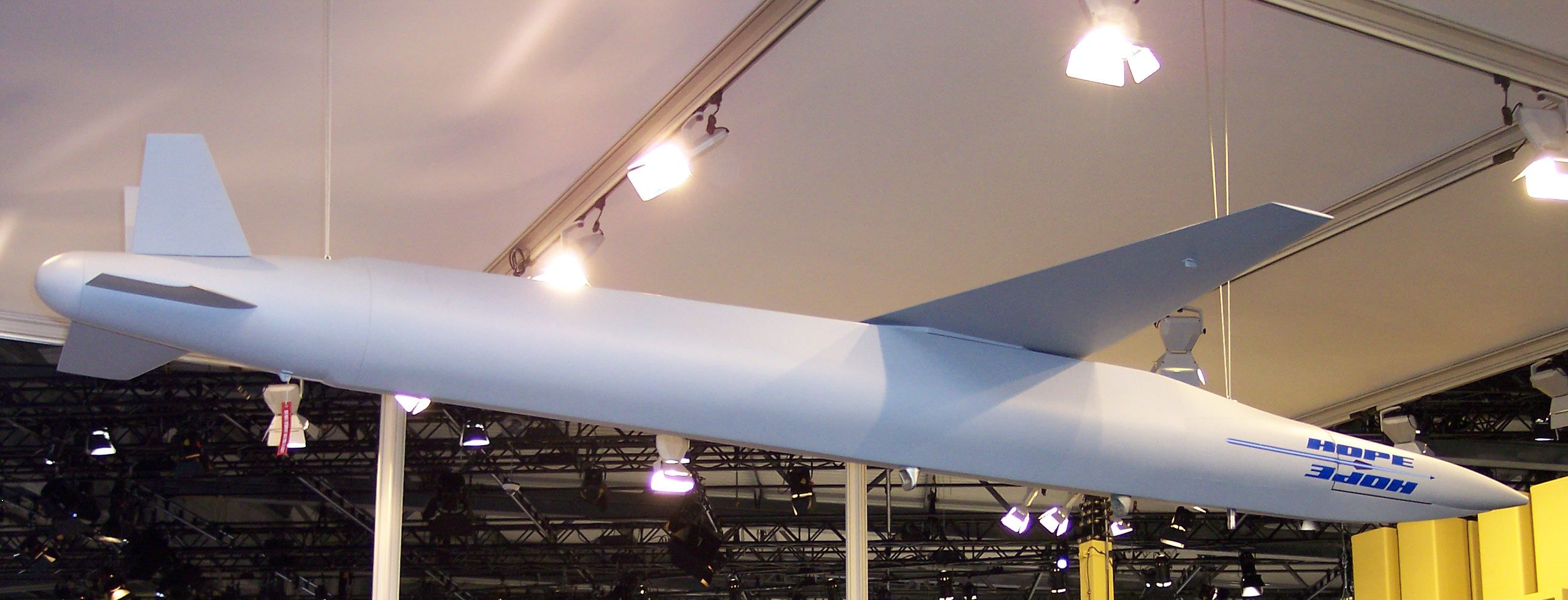
フリーガーファウスト 2 - 1980年代後半から生産されているスティンガー-POSTのライセンス生産品で、2004年以降はレイセオンと合弁している。ディールは元々はプロジェクトコーディネーターで、元請はドルニエ、誘導システムはボーデンゼーヴェルクが担当していた。2002年にドルニエが経営破綻したこともあり、最終的にディールが製品プログラム全体を担当することになった。
- GMLRS
- RIM-116 RAM
- RBS-15
- IDAS （潜水艦発射ミサイル、212A型潜水艦向けに計画）
- バラクーダ（スーパーキャビテーション魚雷）
- ユーロスパイク
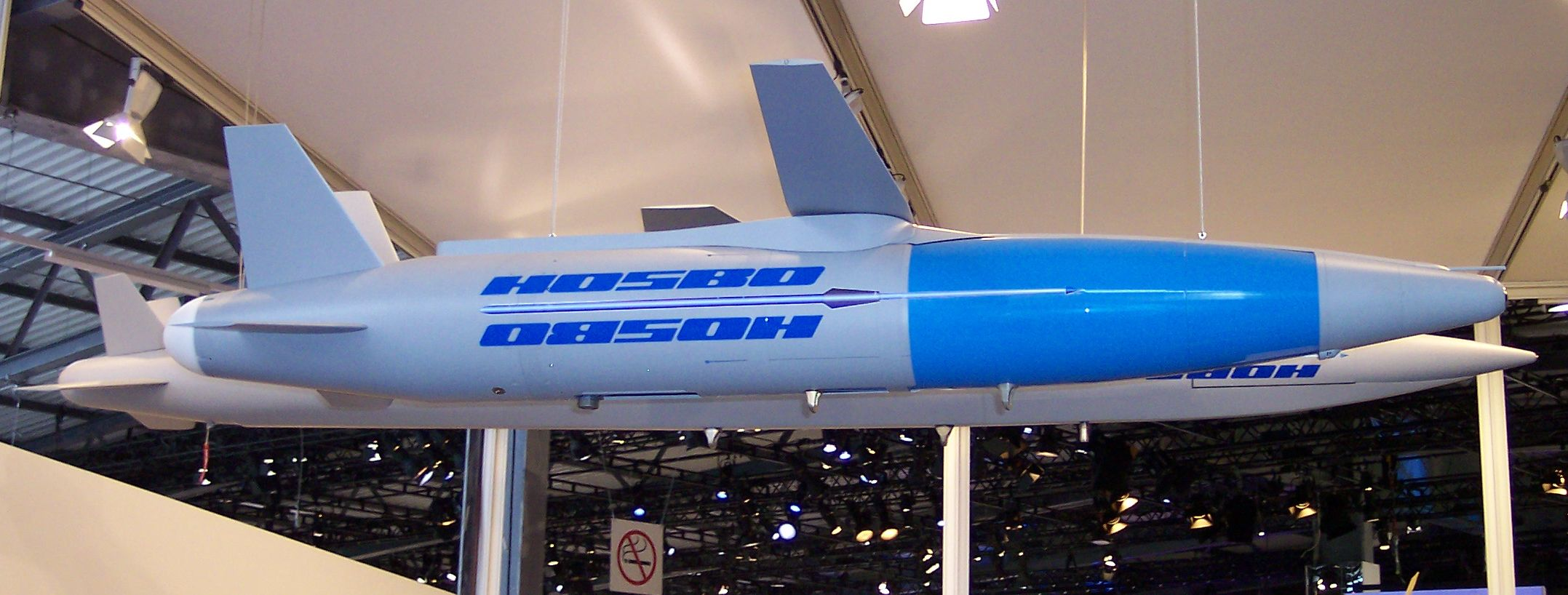
HOPE/HOSBO
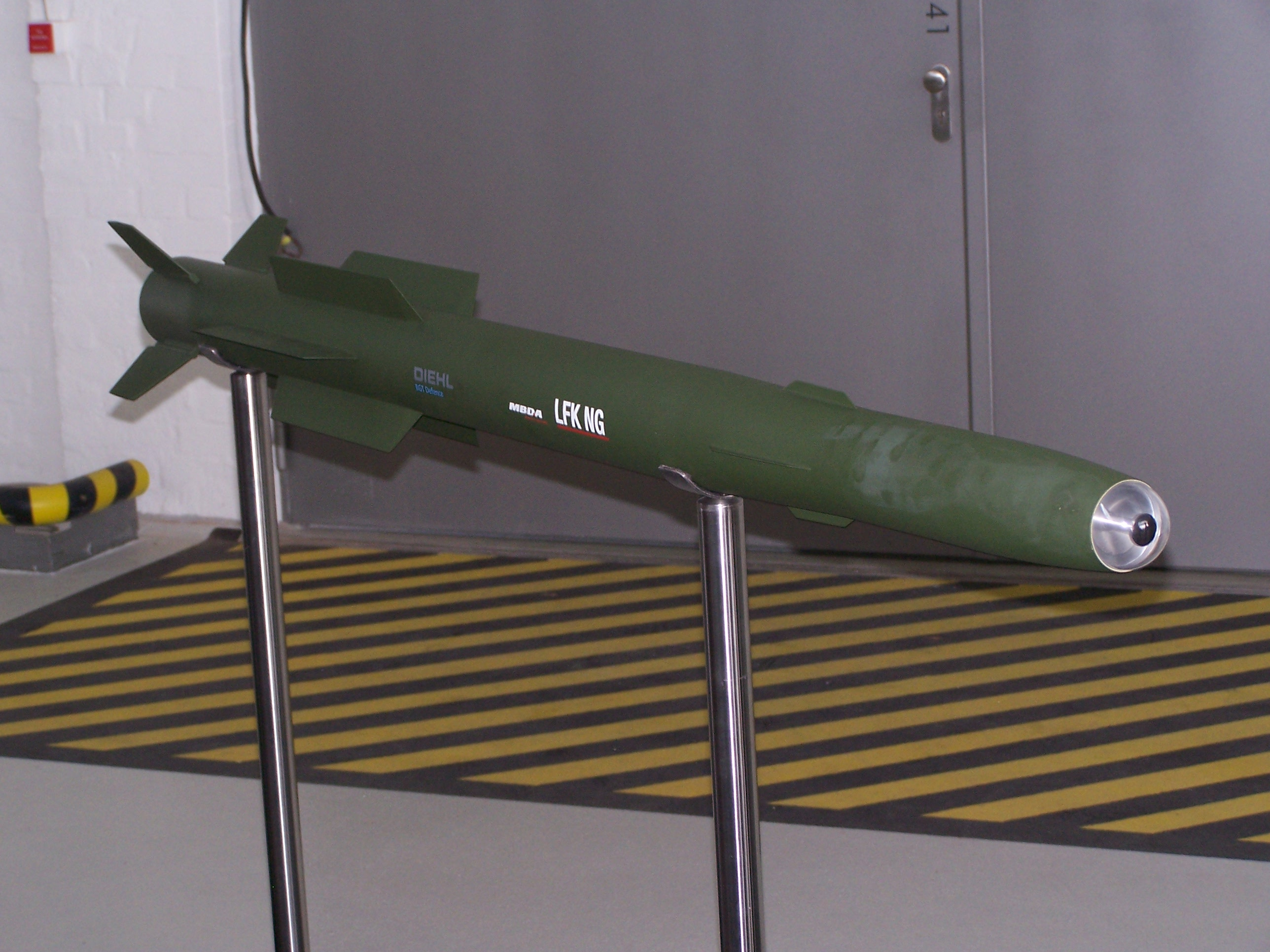
LFK NG
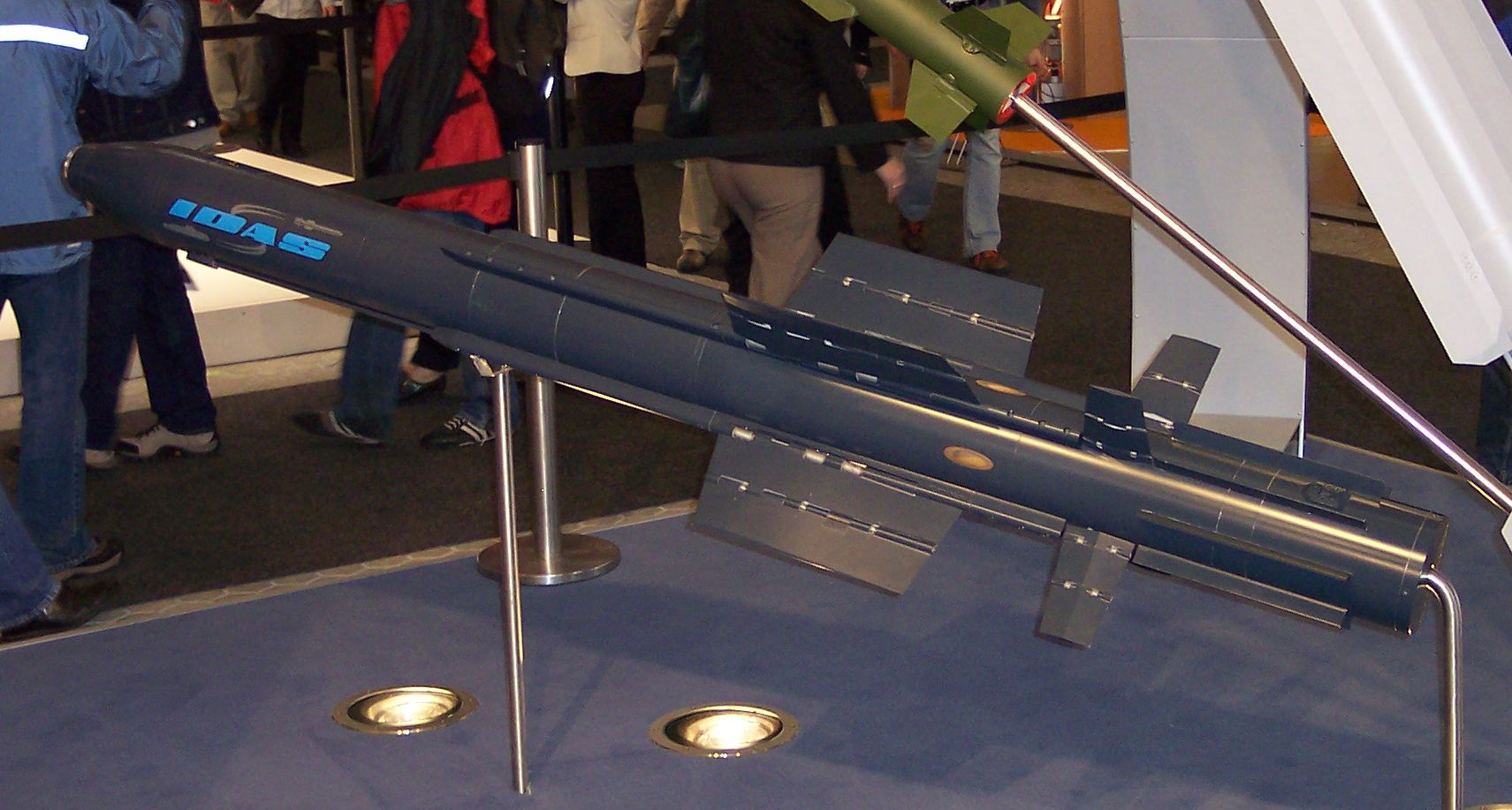
ILA 2006に出展されたIDASの模型

- ドルニエ・バイパー
- スマート弾薬
- パンツァーファウスト3
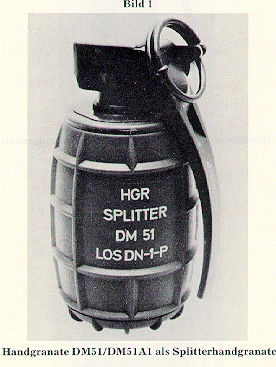
DM51手榴弾
- その他の手榴弾および信管類[4]